# Subliminal Sounds
Subliminal Sounds är ett svenskt skivbolag/Medieföretag med bas i Stockholm. 

## Subliminal Sounds Etiketter
- Subliminal Sounds
- Xotic Mind
- Hit Records
- Ti'llindien

## Artister
- Adam
- Bo Axelzon and His Exotic Sounds
- Baby Grandmothers
- Backdoor Men
- Dungen
- Entheogens
- Merrell Fankhauser
- Peter Grudzien
- D.R Hooker
- Abner Jay
- Jade Stone and Luv
- Kebnekajse
- Life On Earth!
- Lisa o Piu
- LSD
- Attileo Mineo
- Mylla
- Pärson Sound
- Åke Sandin
- Skenet
- Skogen Brinner
- S.T. Mikael
- Stefan
- Stomachmouths
- Tonebenders
- Träd, Gräs och Stenar
- The Works
- Tom Zacharias

## Medieföretaget
Subliminal sounds är inte bara ett skivbolag utan också ett musikförlag (Psychadelic Sorcery Music), Artistmanagement, klubbarrangör m.m.